# Anne Braden
Anne Braden (* 28. Juli 1924 in Louisville, Kentucky, als Anne Gambrell McCarty; † 6. März 2006 ebenda) war eine US-amerikanische Bürgerrechtlerin, die zu den wenigen weißen Südstaatlern gehörte, die sich in prominenter Rolle im Kampf gegen die Rassentrennung engagierten.

## Leben
Anne McCarty wurde 1924 in Louisville als Tochter gläubiger episkopaler Eltern geboren, die die Rassentrennung in den Südstaaten offen unterstützten. Ihr Vater arbeitete als Handelsvertreter, wodurch McCarty in ihren jungen Jahren an verschiedenen Orten der Südstaaten lebte; einen großen Teil ihrer Kindheit verbrachte sie allerdings in Anniston, Alabama, wo sie die Not der diskriminierten Afroamerikaner unmittelbar erfuhr. Schon früh lehnte Braden die Rassentrennung ab, wenngleich sie diese Meinung in ihrem Umfeld nicht offen vertreten konnte. Nach dem Abschluss der High School ging sie zunächst auf das Stratford Junior College und dann auf das Randolph-Macon Woman’s College in Virginia, wo sie erstmals mit progressiven Gegnern der Rassentrennung in Kontakt kam. Nach Abschluss des Colleges ging sie zurück nach Alabama, wo sie zunächst in Anniston und dann in Birmingham als Zeitungsreporterin arbeitete. Zunehmend harscher in ihrer Ablehnung der örtlichen Rassentrennung und starren politischen Systeme, ging sie 1947 in ihre Geburtsstadt Louisville, wo sie ebenfalls für eine lokale Zeitung arbeitete.
In Louisville lernte sie den linken Gewerkschafter und Journalisten Carl Braden kennen, den sie wenig später heiratete. Zunehmend radikalisierte sich das Ehepaar in seiner Ablehnung der Diskriminierung von Afroamerikanern. Schon bald verließ Braden ihre Stelle bei der lokalen Zeitung, um für verschiedene linke Gewerkschaftsblätter zu arbeiten, für die sie über frühe Desegregationskampagnen berichtete. Offen begann das Ehepaar, mit dem Kommunismus zu liebäugeln. 1954 unterstützte das Ehepaar als Mittelsmann einen afroamerikanischen Freund, der ein Haus in einem weißen Vorort erwerben wollte, was ihm selbst durch die De-facto-Rassentrennung nicht möglich gewesen war. Direkt nach dem Einzug wurde ihr Freund wegen seiner Hautfarbe bedroht und das Haus einige Wochen später zerstört. Das Engagement des Ehepaars fiel in die Zeit der antikommunistischen McCarthy-Ära und der Ablehnung von Dissidenten in den Südstaaten, die am Status quo der Rassentrennung etwas ändern wollten. Tatsächlich rückten auch die Bradens spätestens nach der Episode mit dem Hauskauf in den Fokus der Lokalpolitik; Carl Braden wurde als kommunistischer Aufrührer in erster Instanz zu 15 Jahren Gefängnis verurteilt, Anne Braden verlor ihre Anstellung bei den linken Gewerkschaftszeitungen, die wegen ihrer politischen Haltung zunehmend verdrängt wurden. Als Kommunisten verschrien, blieb das Ehepaar auch nach der Aufhebung des Urteils gegen Carl in Louisvilles Gesellschaft ausgestoßen.
Eine Anstellung fand das Ehepaar Braden 1957 beim Southern Conference Educational Fund (SCEF), einer Bürgerrechtsorganisation, die weiße Südstaatler wie die Bradens für den Kampf gegen die Rassentrennung motivieren wollte. Carl Braden reiste in den nächsten Jahren im Auftrag des SCEF durch die Südstaaten, während Braden die Zeitung der Organisation herausgab. 1958 veröffentlichte Anne unter dem Titel The Wall Between einen autobiografischen Bericht über die Ereignisse um den Hauskauf, den Prozess gegen ihren Ehemann und ihren Ausstoß aus der lokalen Gesellschaft. Das Buch wurde national rezipiert und für einen National Book Award nominiert; innerhalb der Bürgerrechtsbewegung wurde Braden auf diesem Weg als eine der wenigen weißen Bürgerrechtler aus den Südstaaten bekannt. 1963 empfahl Martin Luther King das Buch in seinem Letter from Birmingham Jail. Als die Bürgerrechtsbewegung in den 1960er Jahren ihre Hochphase erreichte, wurde das Ehepaar besonders von jungen weißen Studenten als Vorbild idolisiert; vor allem Anne beteiligte sich aktiv auch als Mentorin für junge Aktivisten. Zunehmend war sie auch in anderen Bewegungen wie der Umweltbewegung oder der Anti-Atomwaffen-Bewegung aktiv; 1972 forderte sie in einem Letter to White Southern Women die Frauenbewegung der Südstaaten auf, sich auch in der Bürgerrechtsbewegung zu engagieren.
Gemeinsam mit ihrem Ehemann hatte Braden drei Kinder, von denen die älteste Tochter mit elf Jahren an einer Lungenkrankheit starb. Ihr Ehemann verstarb 1975. Anne Braden erhielt 1990 für ihr Lebenswerk die Roger N. Baldwin Medal of Liberty der American Civil Liberties Union (ACLU). Noch bis ins hohe Alter war sie auf lokaler Ebene im Kampf für Bürgerrechte engagiert; sie starb im März 2006 81-jährig in Louisville. Der Nachlass des Ehepaares Braden ist im Besitz der Wisconsin Historical Society. An der University of Louisville besteht heute ein Anne Braden Institute for Social Justice Research.

## Veröffentlichungen
- The Wall Between. Monthly Review Press, New York 1958.